# Alejo de Vahía

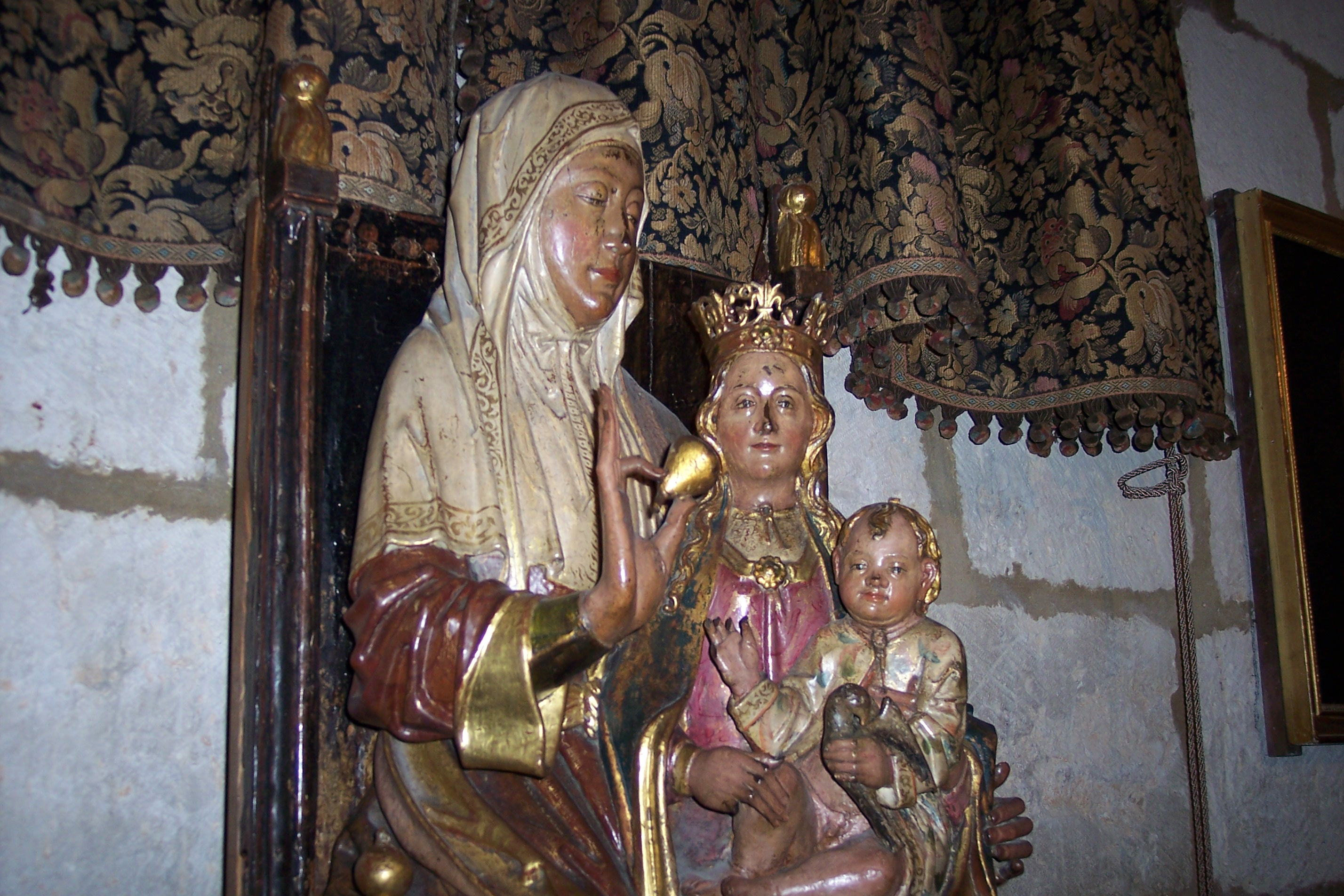
Die heilige Anna selbdritt, Dommuseum Palencia

Alejo de Vahía (* vor 1473 wahrscheinlich am Niederrhein; † um 1515 in der Region von Palencia) war ein Bildhauer der Spätgotik. Da er seine Werke nicht signierte, können ihm diese nur aufgrund seines Personalstils zugeordnet werden

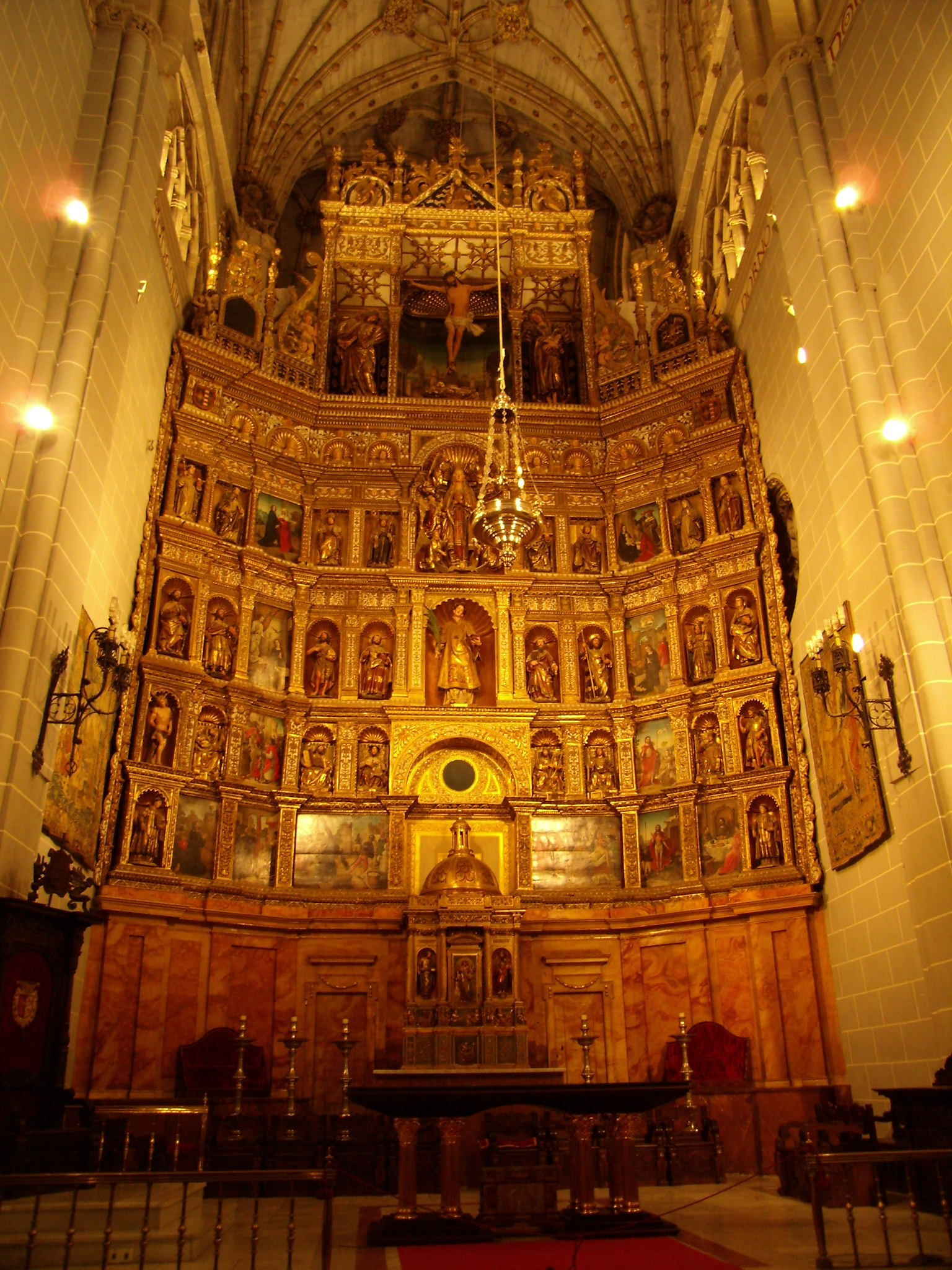
Hauptaltar der Kathedrale von Palencia

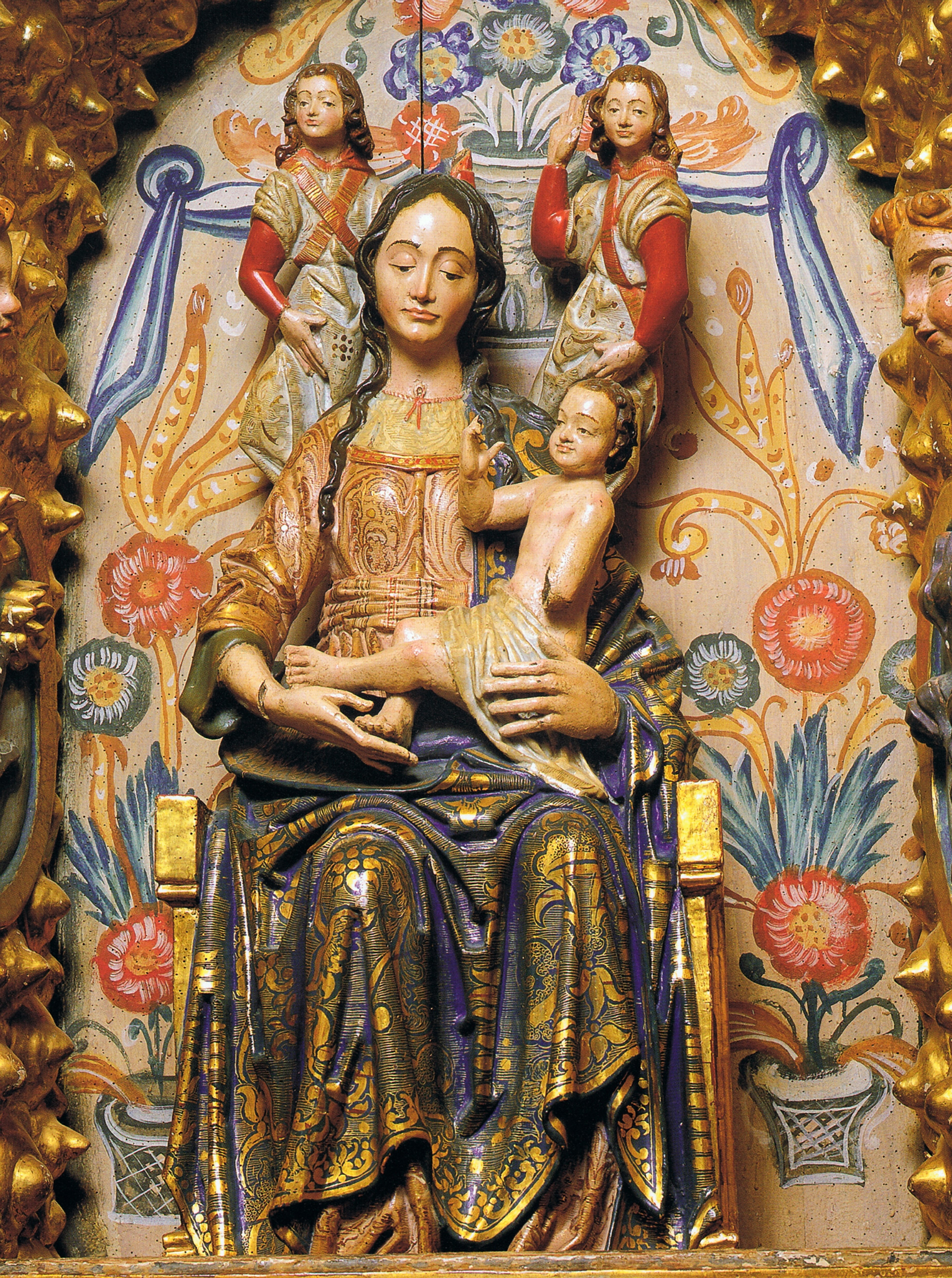
Virgen de los Ángeles, um 1500, Villafrechós

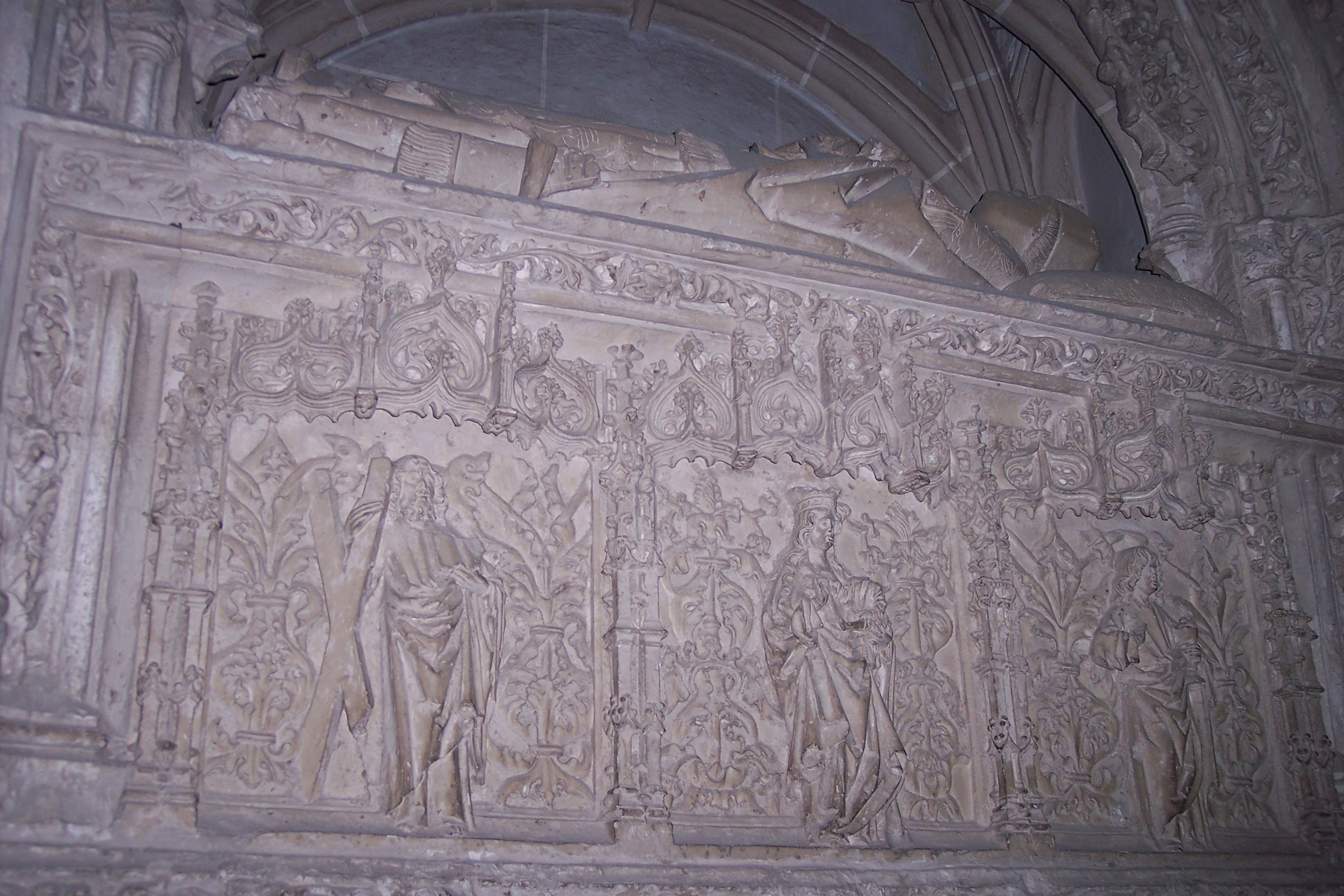
Grabmal des Don Francisco Núñez, Abt von Husillos, 1501. Kathedrale von Palencia

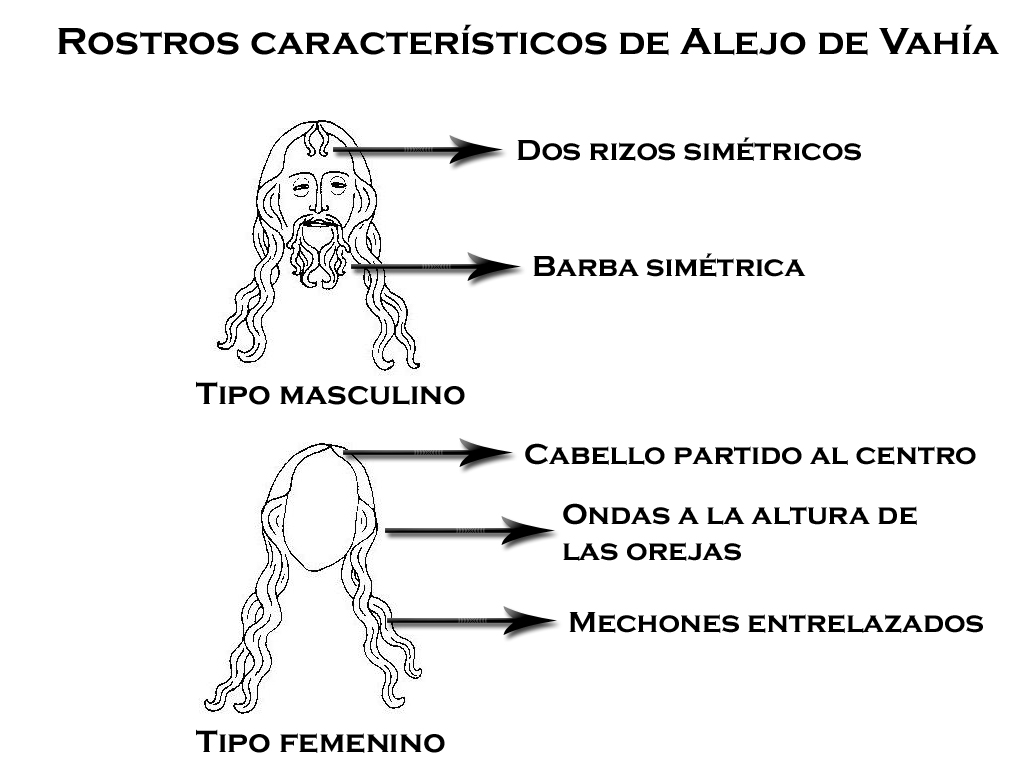
Charakteristische Gesichtsformen des Alejo de Vahía

Der Künstler zeigt einen von den Bildhauern um Limburg geprägten Stil, charakteristisch seine Maria Magdalena vom Hauptaltar der Kathedrale von Palencia. Die Gestalten erscheinen in einfacher geometrischer Anordnung, auch Gesichter, Bart- und Haartracht wirken gleichsam schematisiert.
Mit den Jahren erscheint eine gewisse Hispanisierung seines Stils mit einer Zuwendung zu weicheren Formen eingetreten.

## Hauptwerke

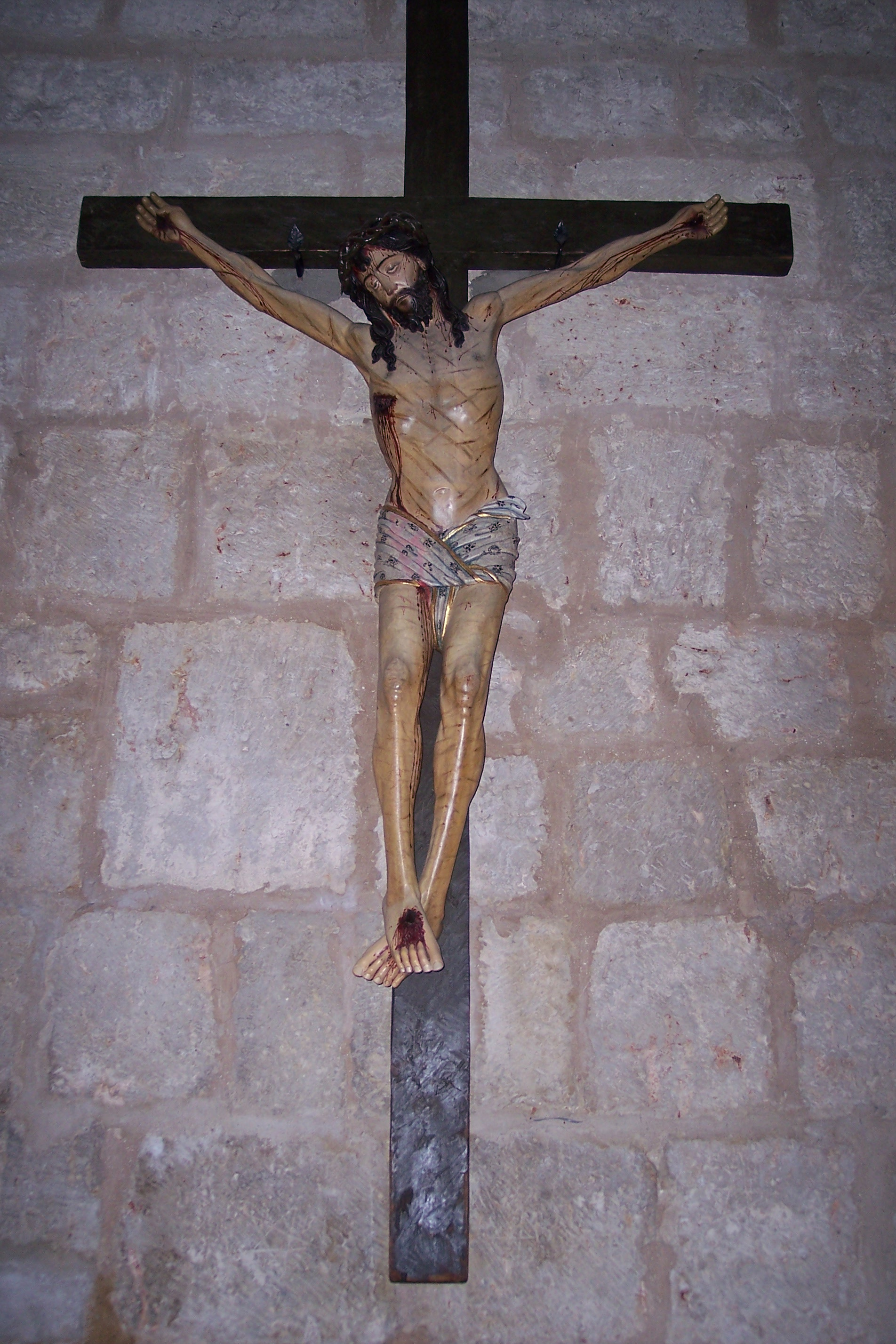
Gekreuzigter, Kirche San Francisco in Palencia

- Dormición de la Virgen. Um 1473–75. Kathedrale von Valencia. Valencia.
- Abrazo ante la Puerta Dorada. Um 1485–90. Pfarrmuseum Santa Eulalia. Paredes de Nava, (Palencia).
- Sillería de coro de la Catedral de Oviedo. Chorgestühl der Kathedrale von Oviedo. Etwa 1491–97. Kapitelsaal der Kathedrale in Oviedo.
- San Miguel. Um 1500. Iglesia-Museo de Santa María. Becerril de Campos, (Palencia).
- Virgen de los Ángeles. Um 1500. Real Monasterio de Santa Clara. Villafrechós, (Valladolid).
- Virgen con el Niño. Maria mit Kind. Um 1500. Iglesia parroquial de Morales del Vino, (Zamora).
- Gekreuzigter, um 1500. Kirche San Francisco (Palencia).
- San Buenaventura. Um 1500. Museo Nacional de Escultura.
- Grabmal des Don Francisco Núñez, Abt von Husillos. 1501. Kathedrale San Antolín von Palencia.
- María Magdalena. 1505 Hauptaltar der Kathedrale von Palencia.
- San Juan Bautista. Johannes der Täufer. 1505. Museu Frederic Marès. Barcelona.
- San Gregorio. Um 1508. Diözesanmuseum Valladolid.
- Grabmal des Diego de Guevara, Archidiakon von Campos. 1509. Kathedrale Palencia.
- die hl. Anna selbdritt. Um 1510. Dommuseum Palencia.
- Llanto sobre Cristo muerto. Beweinung Christi. Um 1510. Diözesan- und Kathedralmuseum (Valladolid).